# Ishults tingshus

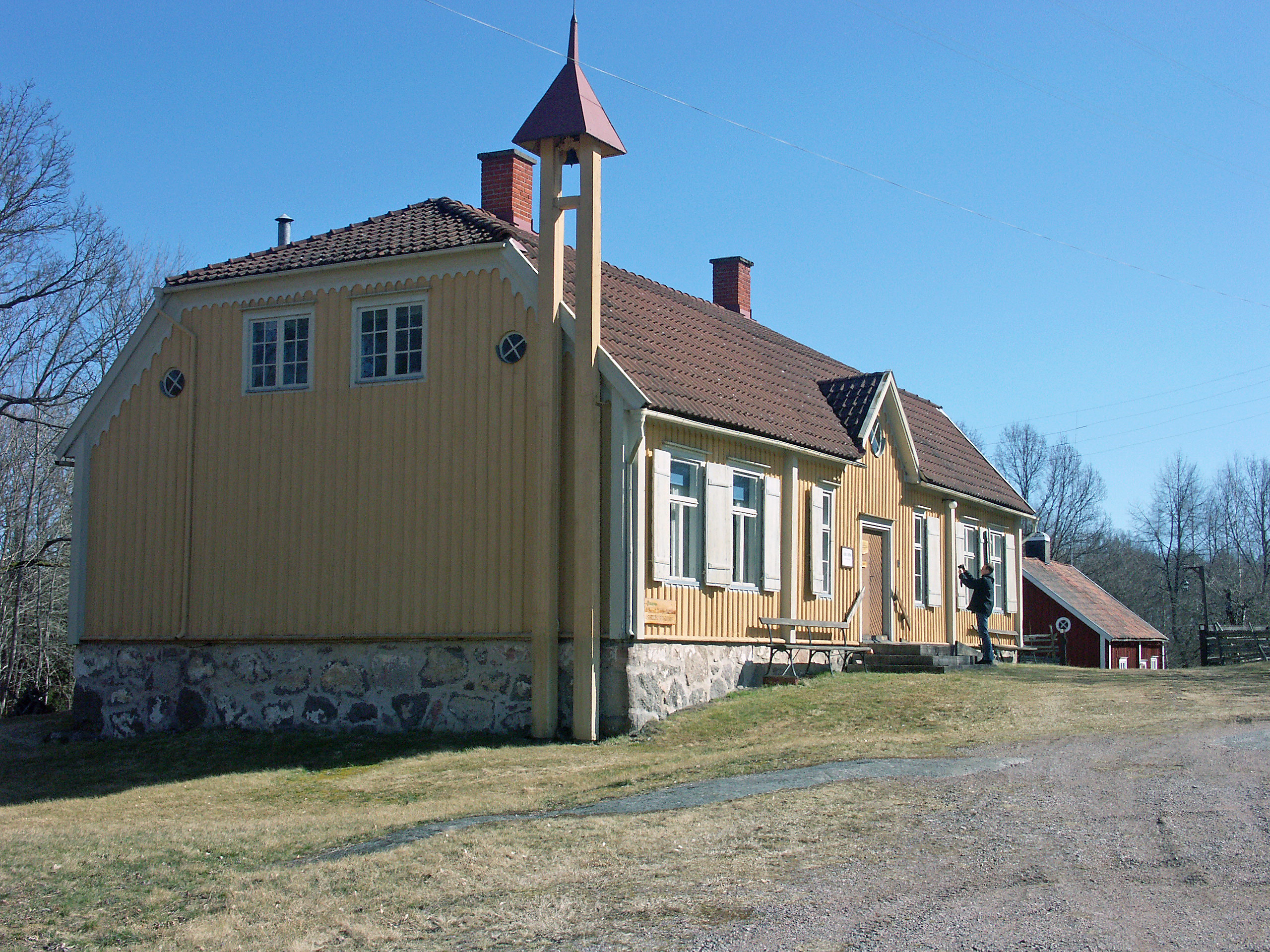
Ishults tingshus, Tuna socken

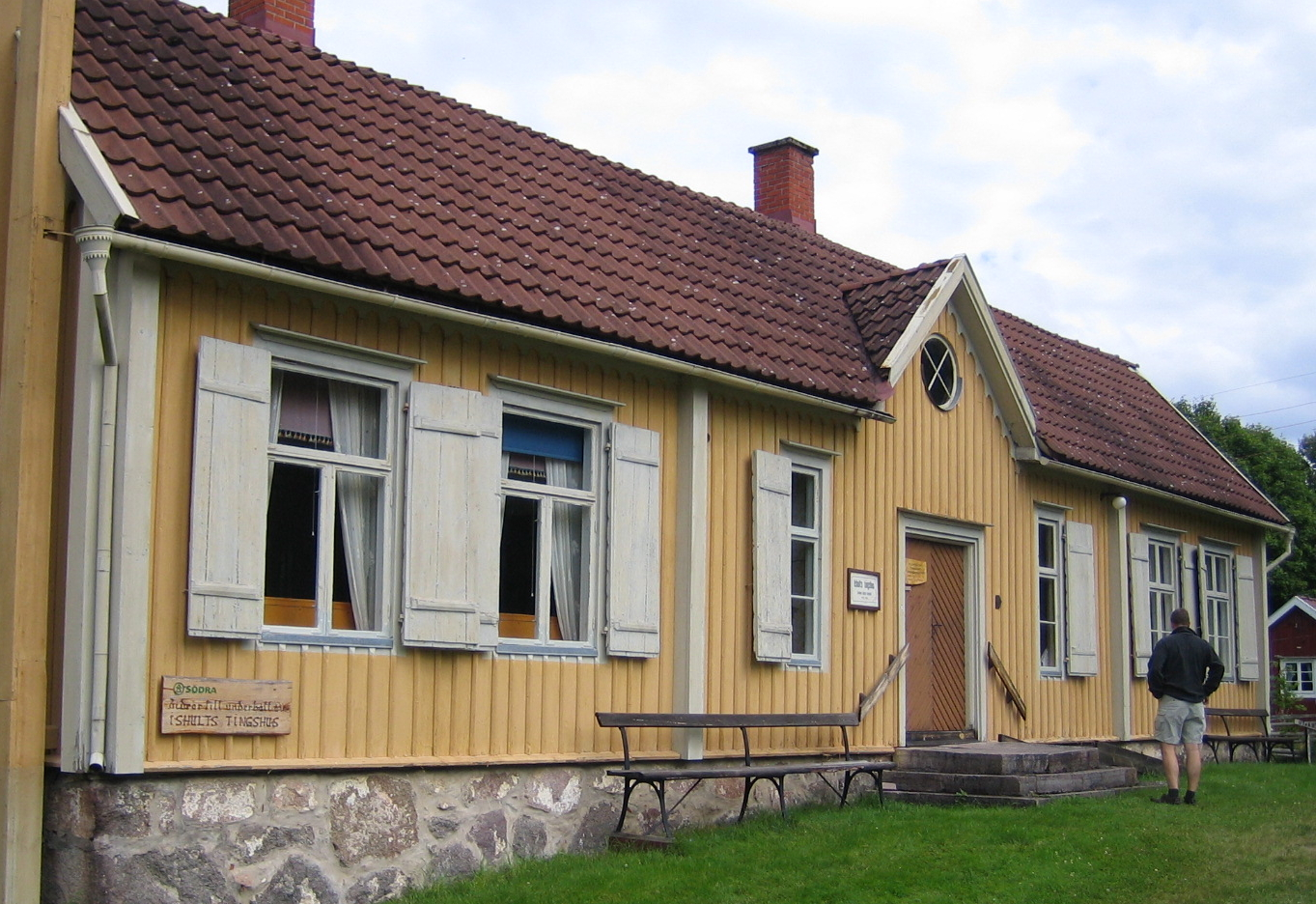
Ishults tingshus.

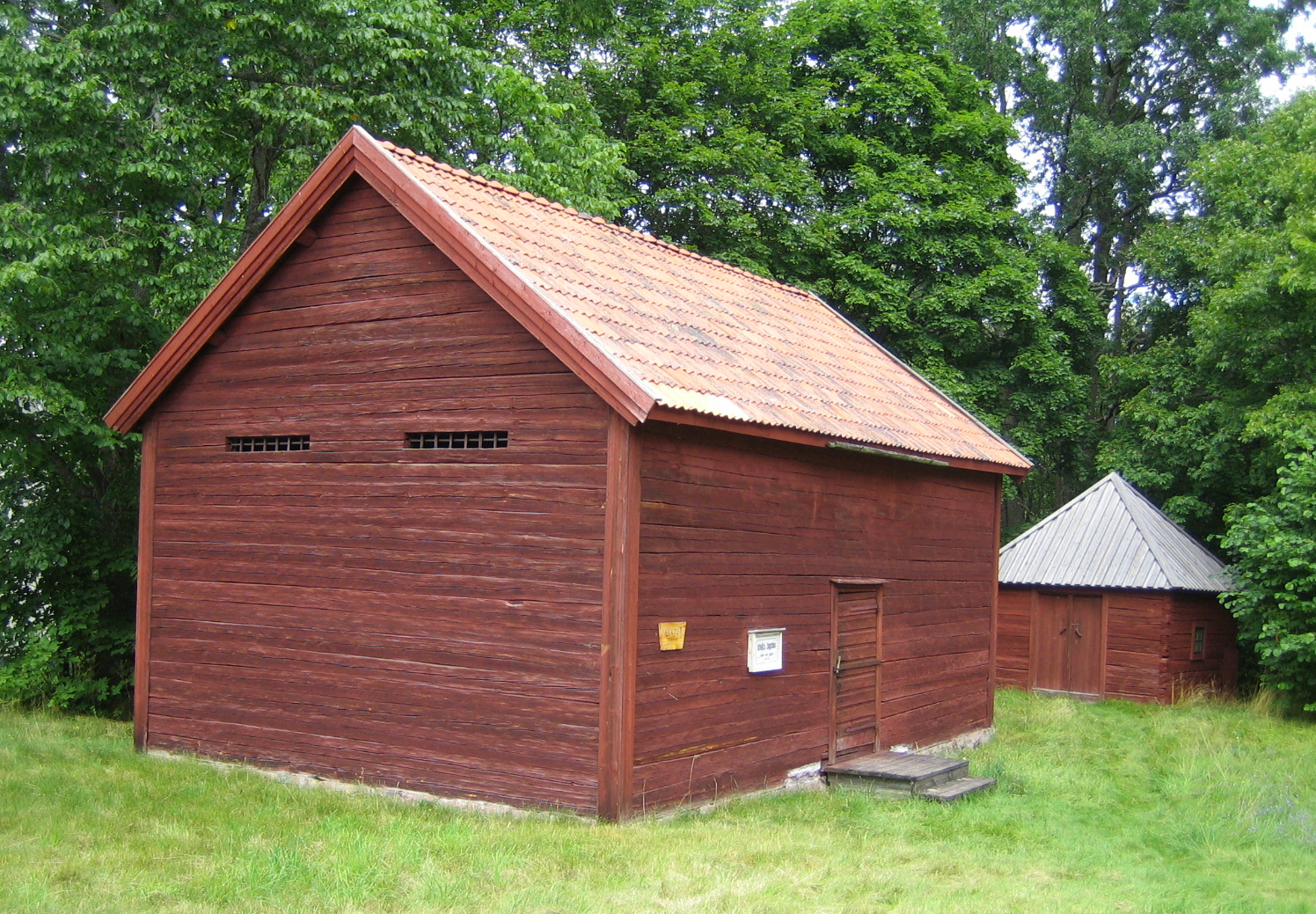
Häkte och "tingsdass".

Ishults tingshus är ett välbevarat tingshus i Ishult i Oskarshamns kommun.
Tingshuset förklarades som byggnadsminne 1985. Det är en av de bäst bevarade tingsplatsmiljöerna i Kalmar län. 
Tingsplatsen flyttades hit 1734 där tingshuset för Tunaläns tingslag var i bruk fram till 1935 då tingslaget gick upp i Sevede och Tunaläns domsagas tingslag med tingshus i Vimmerby. Det nuvarande tingshuset fick sitt huvudsakliga utseende cirka 1820. 
Den ursprungliga tingsstugan ingår troligen som en del av tingshuset. Vissa om- och tillbyggnader gjordes 1917. Dessutom finns ett timrat häkte och ett "tingsdass". De är troligen från mitten av 1800-talet. Dessutom finns här tingsklocka, stallar och Ishults gästgiveri. Tingshuset är sommartid öppet som museum.